# Donji Vukojevac
Donji Vukojevac es una localidad de Croacia en el municipio de Lekenik, condado de Sisak-Moslavina.

## Geografía
Se encuentra a una altitud de 119 m s. n. m. a 31,6 km de la capital nacional, Zagreb.

## Demografía
En el censo 2011, el total de población de la localidad fue de 498 habitantes.